# Río Simpson
Río Simpson är ett vattendrag i Chile.   Det ligger i regionen Región de Aisén, i den södra delen av landet, 1 400 km söder om huvudstaden Santiago de Chile.
I omgivningen kring Río Simpson växer i huvudsak blandskog. Området är mycket glesbefolkat, med 6 invånare per kvadratkilometer.